# Турјане
Турјане је насеље у Србији у општини Бојник у Јабланичком округу. Према попису из 2022. било је 12 становника (према попису из 2002. било је 79 становника).

## Демографија
У насељу Турјане живи 71 пунолетни становник, а просечна старост становништва износи 59,8 година (61,8 код мушкараца и 58,2 код жена). У насељу има 40 домаћинстава, а просечан број чланова по домаћинству је 1,98.
Ово насеље је великим делом насељено Србима (према попису из 2002. године).
|  |

| Демографија | Демографија | Демографија |
| Година      | Становника  | Становника  |
| ----------- | ----------- | ----------- |
| 1948.       | 463         |             |
| 1953.       | 430         |             |
| 1961.       | 370         |             |
| 1971.       | 309         |             |
| 1981.       | 205         |             |
| 1991.       | 123         | 123         |
| 2002.       | 79          | 79          |
| 2011.       | 34          |             |

| Етнички састав према попису из 2002.‍ | Етнички састав према попису из 2002.‍ | Етнички састав према попису из 2002.‍ | Етнички састав према попису из 2002.‍ | Етнички састав према попису из 2002.‍ |
| ------------------------------------ | ------------------------------------ | ------------------------------------ | ------------------------------------ | ------------------------------------ |
|                                      |                                      |                                      |                                      |                                      |
| Срби                                 | Срби                                 |                                      | 78                                   | 98,73%                               |
| непознато                            | непознато                            |                                      | 1                                    | 1,26%                                |

| Година пописа     | 1948. | 1953. | 1961. | 1971. | 1981. | 1991. | 2002. |
| ----------------- | ----- | ----- | ----- | ----- | ----- | ----- | ----- |
| Број домаћинстава | 73    | 77    | 80    | 78    | 71    | 57    | 40    |

| Број чланова      | 1  | 2  | 3 | 4 | 5 | 6 | 7 | 8 | 9 | 10 и више | Просек |
| ----------------- | -- | -- | - | - | - | - | - | - | - | --------- | ------ |
| Број домаћинстава | 17 | 16 | 2 | 3 | 1 | 0 | 1 | 0 | 0 | 0         | 1,98   |

| Пол    | Укупно | Неожењен/Неудата | Ожењен/Удата | Удовац/Удовица | Разведен/Разведена | Непознато |
| ------ | ------ | ---------------- | ------------ | -------------- | ------------------ | --------- |
| Мушки  | 33     | 1                | 22           | 8              | 2                  | 0         |
| Женски | 39     | 6                | 23           | 10             | 0                  | 0         |
| УКУПНО | 72     | 7                | 45           | 18             | 2                  | 0         |

| Пол    | Укупно                    | Пољопривреда, лов и шумарство | Рибарство                            | Вађење руде и камена | Прерађивачка индустрија       |
| ------ | ------------------------- | ----------------------------- | ------------------------------------ | -------------------- | ----------------------------- |
| Мушки  | 12                        | 8                             | 0                                    | 0                    | 1                             |
| Женски | 15                        | 14                            | 0                                    | 0                    | 0                             |
| УКУПНО | 27                        | 22                            | 0                                    | 0                    | 1                             |
| Пол    | Производња и снабдевање   | Грађевинарство                | Трговина                             | Хотели и ресторани   | Саобраћај, складиштење и везе |
| Мушки  | 0                         | 0                             | 0                                    | 0                    | 0                             |
| Женски | 0                         | 0                             | 0                                    | 0                    | 0                             |
| УКУПНО | 0                         | 0                             | 0                                    | 0                    | 0                             |
| Пол    | Финансијско посредовање   | Некретнине                    | Државна управа и одбрана             | Образовање           | Здравствени и социјални рад   |
| Мушки  | 0                         | 0                             | 0                                    | 0                    | 0                             |
| Женски | 0                         | 0                             | 0                                    | 0                    | 0                             |
| УКУПНО | 0                         | 0                             | 0                                    | 0                    | 0                             |
| Пол    | Остале услужне активности | Приватна домаћинства          | Екстериторијалне организације и тела | Непознато            | Непознато                     |
| Мушки  | 0                         | 0                             | 0                                    | 3                    | 3                             |
| Женски | 0                         | 0                             | 0                                    | 1                    | 1                             |
| УКУПНО | 0                         | 0                             | 0                                    | 4                    | 4                             |